# Center Parcs

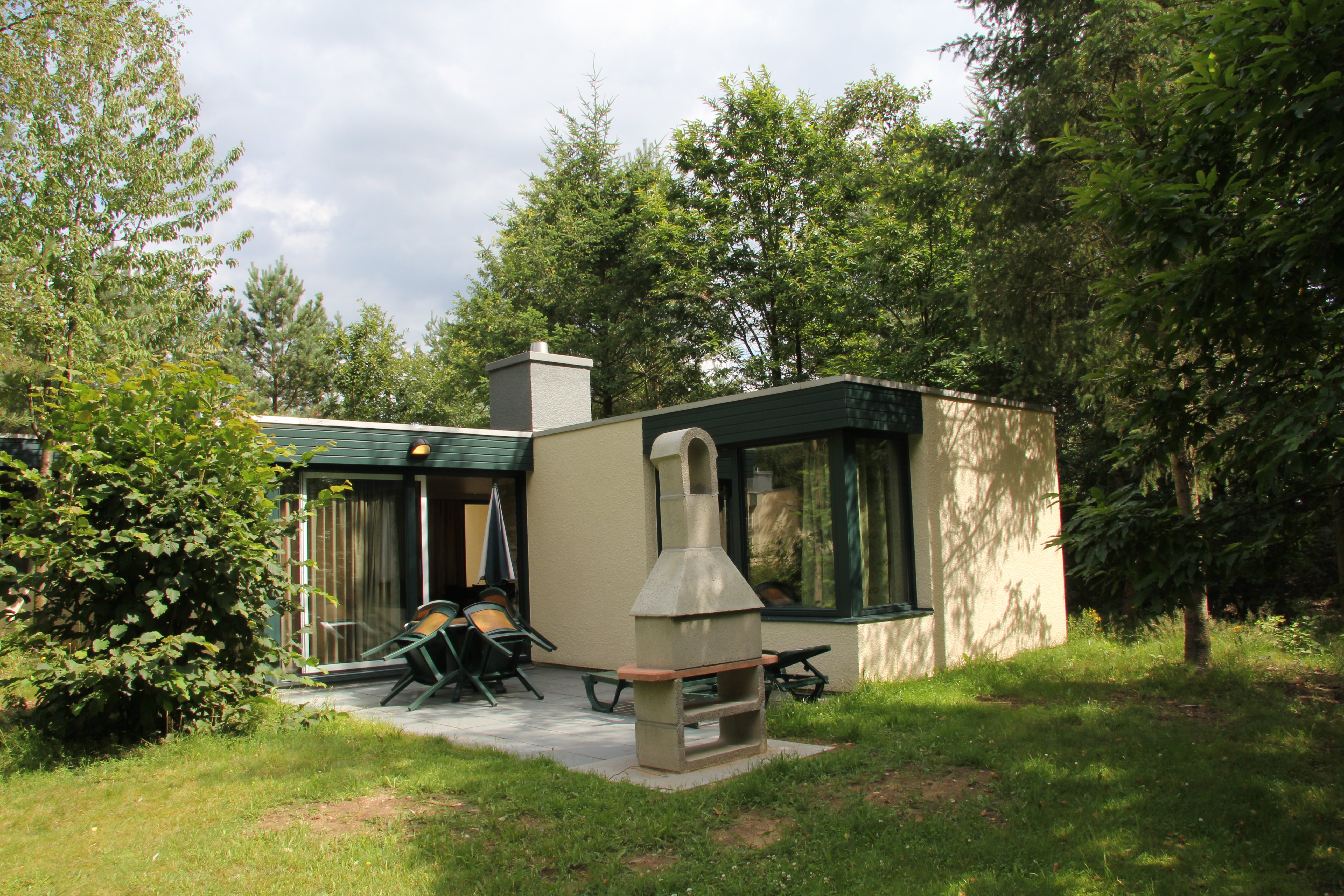
Vakantiehuisje ontworpen door Jaap Bakema

Center Parcs is een keten van bungalowparken in Nederland, België, Duitsland, Frankrijk, Denemarken, Ierland en het Verenigd Koninkrijk. 'Center Parcs' is een overkoepelende naam van meerdere vakantieparken binnen twee aparte bedrijven.
Juridisch gezien vallen de vakantieparken op het Europese vasteland onder het bedrijf 'Center Parcs Europe', een in Rotterdam gevestigde Nederlandse dochteronderneming van de Franse 'Pierre & Vacances Center Parcs Group'. De parken in Ierland en het Verenigd Koninkrijk vallen onder 'Center Parcs Limited', oorspronkelijk een zelfstandige Britse onderneming die eigendom is van een consortium investeerders met het hoofdkantoor in het Engelse New Ollerton, in mei 2006 overgenomen door de Amerikaanse investeringsgroep Blackstone Group. Het vastgoed op de parken is (gedeeltelijk) eigendom van investeerders en wordt derhalve slechts geëxploiteerd door beide bedrijven. Tot 2001 was 'Center Parcs' één bedrijf, zowel de exploitatie als de eigendommen, en tot 1989 was het bedrijf in Nederlands bezit.

## Geschiedenis

### 1953-1986: Sporthuis Centrum
De geschiedenis van het bedrijf begint bij de Rotterdamse zakenman Piet Derksen, die in 1953 aan de Rotterdamse Lijnbaan een warenhuis in sportartikelen opent: "Sporthuis Centrum". Het sportwarenhuis is een succes en groeit in de volgende jaren uit tot een keten van zeventien winkels door heel Nederland.
Vanaf de jaren zestig verkoopt Sporthuis Centrum ook steeds meer kampeerartikelen. In 1968 besluit Derksen een bos bij Reuver aan te kopen om er tenthuisjes op te zetten, die hij verhuurt aan personeel en klanten. Het park, De Lommerbergen, blijkt een succes en de huisjes worden al snel vervangen door bungalows. De Rotterdamse architect Jaap Bakema wordt gevraagd de bungalows en parken te ontwerpen. Hij kiest voor een benadering van verbinding met de natuur: alle huisjes hebben een schuifdeur met veel zicht op het groen. De inrichting van de bungalows is voor die tijd luxueus, met een kleurentelevisie, centrale verwarming en een badkamer met bad. De bezoekers uit met name de Randstad stromen toe en Derksen ziet in dat hij een gat in de markt heeft aangeboord. Door buiten de vakantieperiodes veel lagere prijzen te rekenen zorgt hij ook voor een vrijwel volledige bezetting van de bungalows.
In de volgende jaren worden naast De Lommerbergen nog vier parken geopend. In 1970 wordt in het Brabantse Hapert Het Vennenbos geopend, vanwege de vele vraag naar De Lommerbergen. In 1971 wordt bij het Limburgse America het derde park geopend met de naam Bos en Strand. Na het eerste seizoen blijkt het park minder bezoekers aan te trekken dan de andere twee parken. Bij nader klantenonderzoek blijkt dat de naam Bos en Strand bezoekers doet denken aan een winderig oord, terwijl Het Vennenbos en De Lommerbergen het beeld scheppen van gezelligheid. Niet lang daarna wordt besloten de naam te veranderen in het meer idyllisch klinkende Het Meerdal, waarbij voor het eerst alle bungalows gelegen zijn aan bosvennetjes en het zwembad wordt ingericht met een glijbaan en andere speelattributen. In 1972 opent in Dalen het vierde park, De Huttenheugte. Bijzonder aan dit park is dat alle bungalows om een groot meer gesitueerd werden. Het voormalige jachtterrein De Berkenhorst in het Veluwse Kootwijk wordt geopend in 1975. Kenmerkend aan dit park is niet alleen de kleinschaligheid, maar ook de ligging direct naast een grote zandverstuiving.
De parken hebben niet direct de huidige grootte. De parken zijn nog van beperkte omvang en in eerste instantie worden naast de bungalows ook kampeerplaatsen verhuurd. Enkele van de parken waren, voorafgaand aan de aankoop door Sporthuis Centrum, al kampeerlocaties. Naarmate aangrenzende stukken grond worden verworven groeiden de parken verder uit en werden er meer bungalows geplaatst. Deze tactiek werkte goed voor vrijwel alle parken, behalve De Berkenhorst, die daardoor altijd beperkt in omvang is gebleven.

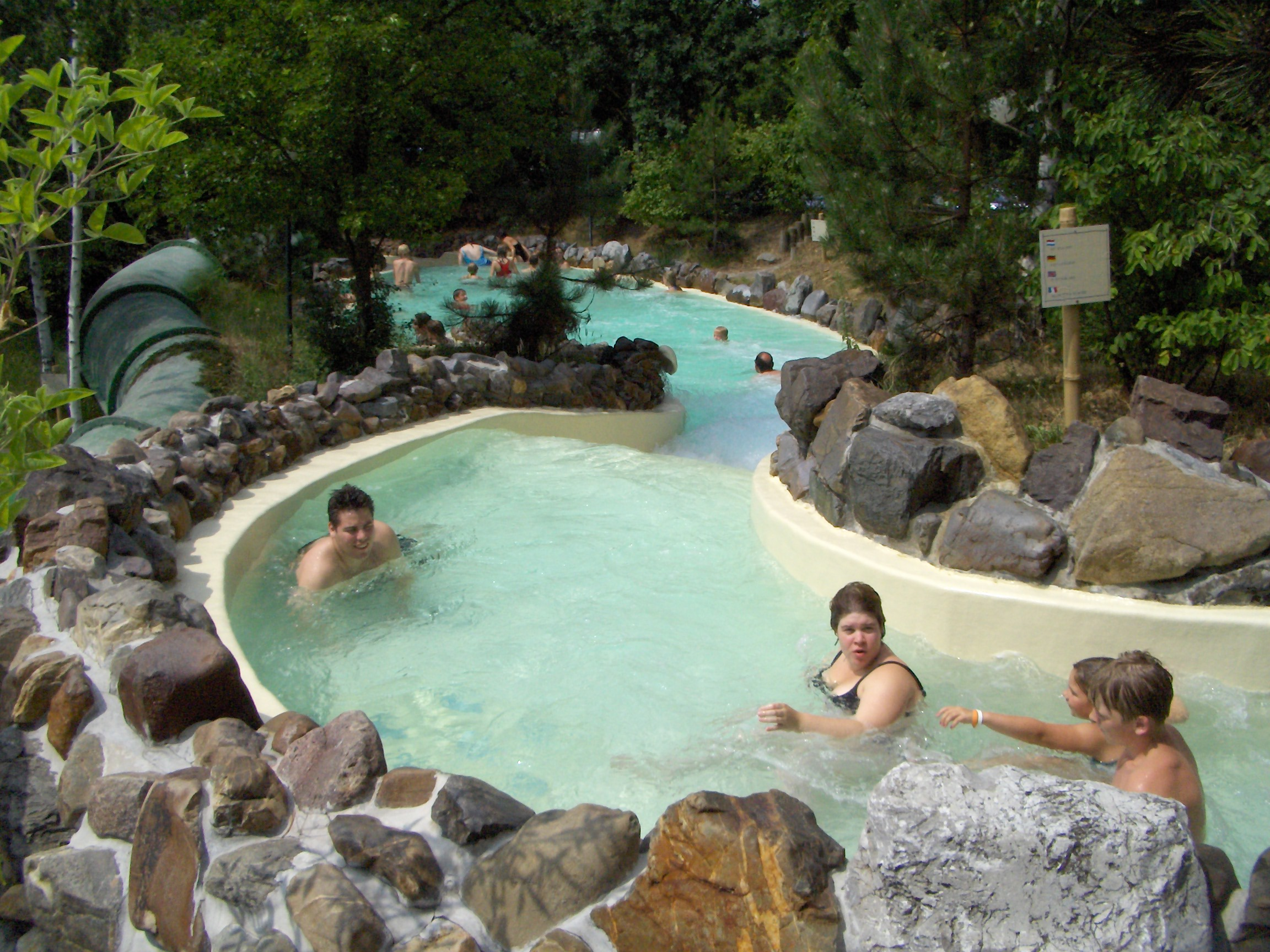
Wildwaterbaan in Center Parcs park Het Meerdal

De voorzieningen en het luxeniveau van de parken groeien in deze jaren verder door. De zwembaden op de parken krijgen tevens overkappingen: De Lommerbergen krijgt een canvaskoepel; de andere parken parallel geplaatste houten bogen. Eind jaren zeventig worden enkele zwembaden omgebouwd tot de eerste golfslagbaden. Van de latere ingeslagen koers van differentiatie per park is in deze periode nog geen sprake en is zelfs tegen de koers in: in deze jaren krijgen de parken een op elkaar lijkende uitstraling mee om op een steeds grotere schaal in te kunnen spelen op het verwachtingspatroon dat de bezoeker heeft van Sporthuis Centrum.
In 1978, 25 jaar na de opening van de eerste winkel en tien jaar na de opening van het eerste park, verkoopt Derksen alle zeventien sportwarenhuizen van Sporthuis Centrum aan concurrent Perry Sport, om zich in het vervolg volledig te kunnen richten op de vakantieparken. Deze blijven bestaan onder de naam Sporthuis Centrum.

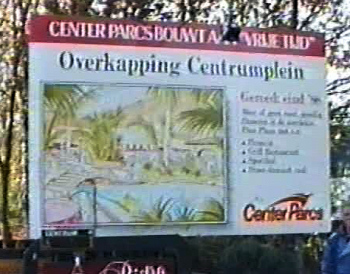
Het Meerdal opende haar Parc Plaza eind 1988. Op het bord het tot midden jaren negentig gebruikte logo.

#### De jaren 80: subtropisch zwemparadijs
In 1980 wordt in de nog jonge Zuidelijke Flevopolder het park De Eemhof geopend. Het park is niet alleen bijzonder vanwege de grootte (bij opening 600 bungalows), maar vooral door de introductie van een parkcentrum met voorzieningen zoals een supermarkt, restaurants, kleding- en cadeauwinkels. Ook vindt op De Eemhof de introductie plaats van het ruim opgezette subtropisch zwemparadijs. Met verschillende baden en een waterglijbaan blijkt het zwemparadijs een echte innovatie in de vakantiemarkt. Hoewel de inrichting in 1980 nog weinig subtropisch aandoet, zouden de Center Parcs-zwembaden in de komende jaren steeds subtropischer worden. Deze voorzieningen werden vervolgens ook op de overige parken geplaatst, behalve op De Berkenhorst. Dit park had te weinig ruimte en daardoor te weinig gasten om grootschalige voorzieningen te kunnen plaatsen. Daardoor zijn er slechts op kleine schaal aan voorzieningen geplaatst en krijgt het park als enige een subtropische zwemtuin waardoor een intiem bad ontstond, maar zonder golfslagbad.
Sporthuis Centrum gaat voor het eerst internationaal in 1981, als bij Peer in Belgisch Limburg het park Erperheide geopend wordt. Het zesde Nederlandse park wordt aangelegd op het voormalige Eurostrand in Westerhoven, in de buurt van het Brabantse Valkenswaard. Het deels al met bungalows bebouwde park wordt in 1983 heropend als De Kempervennen, waarbij in de jaren zeventig gebouwde vrijstaande bungalows (in eigendom zijnde van de PTT) worden opgenomen in het bungalowaanbod.

### 1986-heden: Center Parcs
Bij de opening van Het Heijderbos bij Gennep in 1986 wordt een andere innovatie geïntroduceerd in het subtropisch zwemparadijs: de wildwaterbaan. Ook verandert Sporthuis Centrum, inmiddels een keten van negen parken, in dit jaar haar naam in het internationaler klinkende "Center Parcs". Derksen besluit na de successen in Nederland en België ook in andere landen parken te bouwen.
In 1987 worden Sherwood Forest, het eerste park in Engeland (naar het model van Het Heijderbos), en De Vossemeren, het tweede park in België geopend. Met de opening van de laatste wordt wederom een sterk vernieuwend element aan de Center Parcs-formule toegevoegd: de Parc Plaza, een volledig overdekt subtropisch parkcentrum. Zowel de winkeltjes, de restaurants, de terrasjes als het zwemparadijs bevinden zich onder één dak. Hiermee wordt Center Parcs ook bij slecht weer een aantrekkelijke vakantiebestemming.
Om mensen ook buiten de vakantie de mogelijkheid van een subtropisch zwemparadijs te bieden, opent Derksen in 1988 aan de Rotterdamse Maasboulevard het zwemparadijs Tropicana. Naast een groot zwemgedeelte waarbij de modernste attracties uit de andere parken bij elkaar werden gebracht, omvat dit complex ook sauna's, restaurants en zalen. Als enige zwemparadijs van Center Parcs heeft dit bad een volledig overdekte wildwaterbaan en straalt het complex eenzelfde sfeer uit als de voorzieningen op De Vossemeren.
In 1988 wordt in het Franse Normandië Les Bois-Francs geopend, om zodoende de Franse markt te faciliteren. In 1989 wordt het tweede Engelse park Elveden Forest geopend. Beide parken zijn gemodelleerd naar De Vossemeren met de voor die tijd nieuwste concepten. Vervolgens trekt Piet Derksen zich terug uit Center Parcs en verkoopt al zijn aandelen aan de Britse bierbrouwer Scottish & Newcastle waarmee het tijdperk Piet Derksen wordt afgesloten.

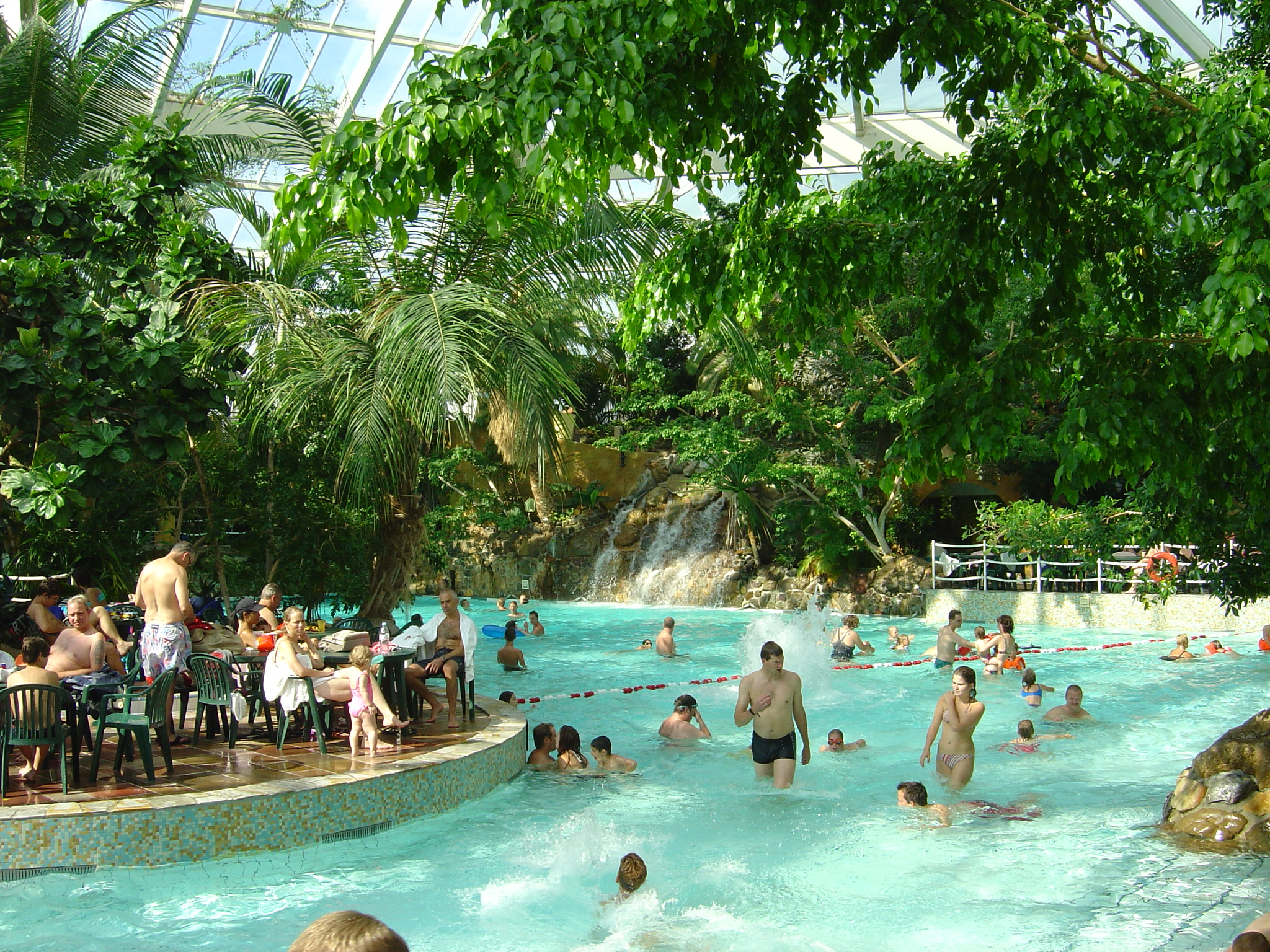
De Aqua Mundo van De Vossemeren in 2004.

#### De jaren 90: cottages en Aqua Mundo
Al na enkele jaren besluit de nieuwe eigenaar drie kleinere parken in Nederland en Tropicana te verkopen. In 1990 wordt De Berkenhorst (met op dat moment slechts 100 bungalows) verkocht vanwege beperkingen in uitbreidingsmogelijkheden. In 1994 wordt om dezelfde reden van kleinschaligheid Het Vennenbos verkocht en in 1996 volgt het oudste park, De Lommerbergen. Deze drie parken worden verkocht aan Creatief Vakantieparken. Tropicana wordt in 1990 in de verkoop gedaan, omdat de nieuwe eigenaar dit complex niet bij de bedrijfsfilosofie vindt passen. In 1993 wordt het complex verkocht aan een particulier.
Onder de nieuwe eigenaar wordt in hoog tempo in het buitenland uitgebreid. Een derde park in België bij Lanklaar, De Maasvallei, bevindt zich in 1992 al in de eerste bouwfase. Vanwege verzadiging van de markt wordt de bouw afgeblazen, maar elders wordt wel verder gebouwd. In Frankrijk opent in 1993 Les Hauts des Bruyères en in Engeland opent Longleat Forest in 1994. Uniek aan deze twee parken is het samenbrengen van de Park Plaza en het subtropisch zwemparadijs onder één grote koepel. Het eind jaren tachtig aangekondigde eerste park in Duitsland, Bispinger Heide, wordt na jaren vertraging geopend in 1995. De centrumvoorzieningen van dit park zijn daarom vergelijkbaar met die van de jaren eerder geopende De Vossemeren, Elveden Forest en Les Bois-Francs.
In de jaren negentig begint de formule van Center Parcs wat te verouderen. Veelgehoorde kritiek is dat alle parken en huisjes op elkaar lijken. In 1996 wordt besloten voorlopig geen nieuwe parken te bouwen en eerst de bestaande parken te vernieuwen, waarbij enerzijds de inrichting van de bungalows gemoderniseerd en gedifferentieerd wordt en anderzijds de parken elk een eigen specialiteit en uitstraling krijgen. Bungalows worden voortaan 'cottages' genoemd, het Parc Plaza heet voortaan Market Dome en de subtropische zwemparadijzen worden nog tropischer ingericht. De al zeer tropisch ingerichte baden heten voortaan Aqua Mundo en de nog te verbouwen baden Aqua Dome. Ook worden de huisstijl en de logo's van Center Parcs vernieuwd naar een modern format.

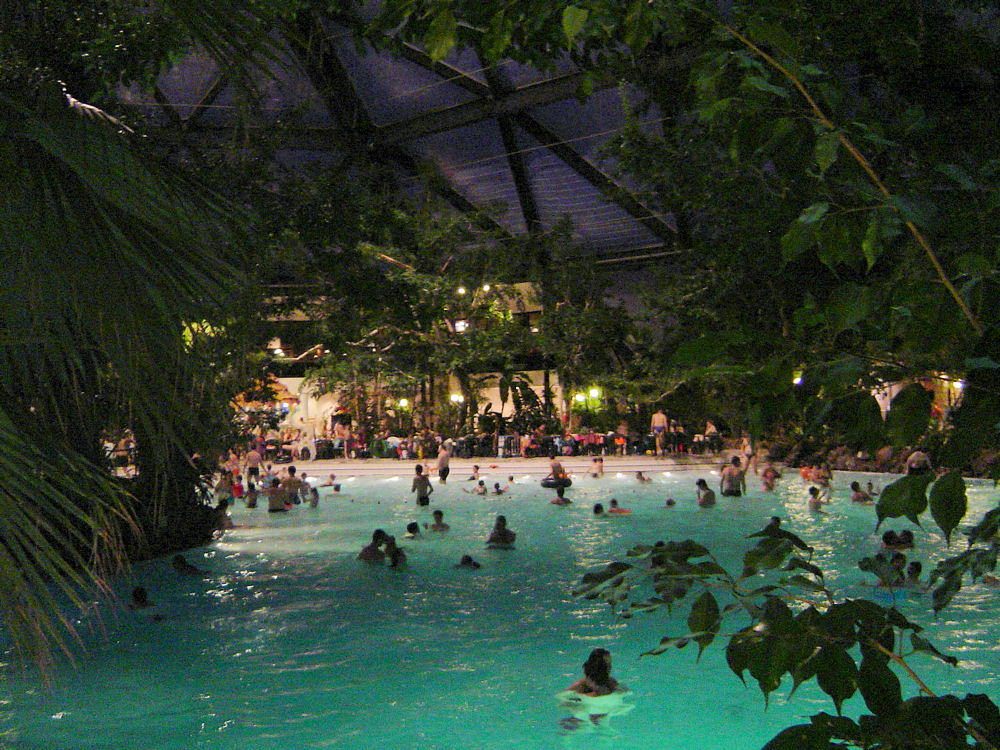
De Center Parcs Aqua Mundo van Het Heijderbos bij avondlicht.

#### Verkoop aan Pierre & Vacances
In 2001 verkoopt Scottish & Newcastle de parken op het Europese vasteland aan een joint venture van het Franse Pierre & Vacances en het Duitse DB Capital Partners. De drie Britse parken worden apart verkocht en komen zelfs volledig in eigendom van DB CP. Hierdoor wordt het bedrijf gesplitst in twee aparte onderdelen: Center Parcs Europe en Center Parcs UK.
Voordat Pierre & Vacances Center Parcs overneemt van Scottish & Newcastle, is Pierre & Vacances al eigenaar geworden van het, oorspronkelijk door Vendex en enkele partners opgerichte, bedrijf Gran Dorado Resorts. De twee grootste spelers op de markt komen aldus in handen van dezelfde firma. In 2002 wordt Center Parcs samengevoegd met deze voorheen belangrijkste concurrent Gran Dorado. Gran Dorado had in 1997 de verhuuractiviteiten van de Creatief Vakantieparken overgenomen en was daarmee de grootste bungalowvakantie-aanbieder van Europa geworden. Omdat de Nederlandse Mededingingsautoriteit niet akkoord gaat met een samenvoeging van de verhuur van alle parken, verkoopt Pierre & Vacances de exploitatie van de kleinere parken zonder veel voorzieningen aan Landal GreenParks (de van Creatief Vakantieparken overgenomen parken) en Roompot (het oorspronkelijke Gran Dorado-park Weerterbergen). De vijf overgebleven parken die Pierre & Vacances behoudt (vijf van de zes oorspronkelijke Gran Dorado-parken) worden samen met alle Center Parcs Europe-parken behouden in het nieuwe fusiebedrijf. Door de overnames beschikt P&V over twee sterke merknamen: Gran Dorado en Center Parcs. Omdat onderzoek heeft uitgewezen dat Center Parcs een sterker imago heeft en een grotere bekendheid geniet, wordt gekozen het nieuwe fusie bedrijf de naam voort te zetten van Center Parcs Europe. De voormalige Gran Dorado-parken behouden deze merknaam nog enige tijd.
Door het verdwijnen van de naam Gran Dorado begin 2003, werden deze parken vervolgens onder de Center Parcs merknaam gebracht. Vanwege het van de oorspronkelijke Center Parcs afwijkende karakter van de parken (minder groen, minder voorzieningen), worden deze nieuwe sub-categorieën ondergebracht. Daar waar de voormalige Center Parcs-parken de titel "Center Parcs Original" meekrijgen, gaan Gran Dorado Park Zandvoort en Port Zélande vanaf dan door het leven als "Sea Spirit from CenterParcs" en heten zowel Heilbachsee, Park Hochsauerland als Park Loohorst vanaf nu "Free Life from CenterParcs". Ook het later aan het portfolio toegevoegde park Butjadinger Küste in het Noord-Duitse Tossens krijgt de naam "Sea Spirit" aangemeten.

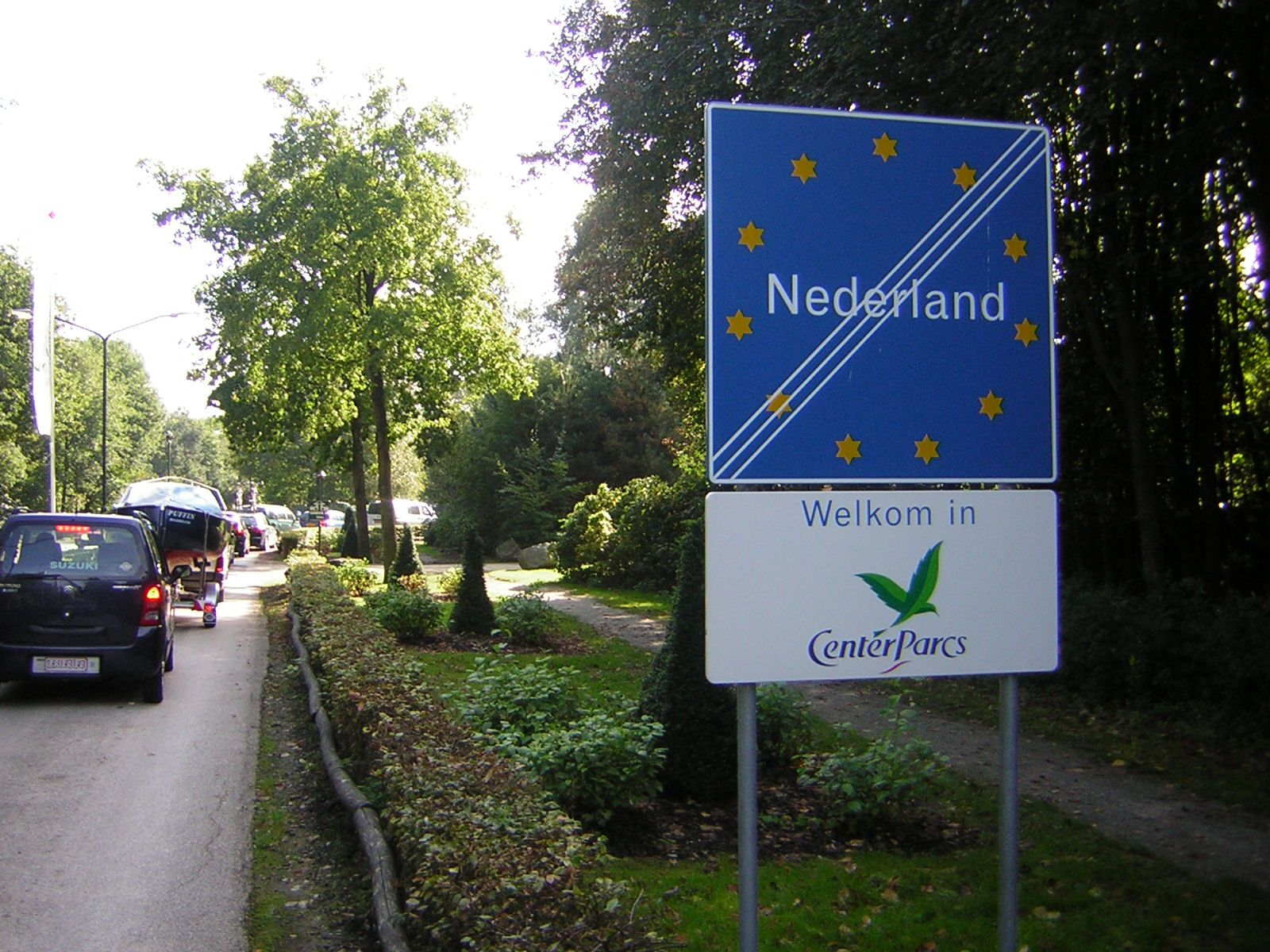
Einde Nederland, welkom in Center Parcs

In 2003 trekt DB CP zich terug uit de joint venture en komt Center Parcs Europe volledig in handen van Pierre & Vacances. Center Parcs UK wordt verkocht aan een investeerdersconsortium. Voortaan zijn beide onderdelen volledig zelfstandige bedrijven die enkel nog dezelfde merknaam voeren en elkaars parken slechts kort in hun brochures vermelden. Dat de Britse en Europese parken op geen enkele wijze aan elkaar verbonden zijn, anders dan via merknaam en geschiedenis, zal de gemiddelde consument ontgaan. Voor Pierre & Vacances is daarmee de weg vrij het opzichzelfstaande Center Parcs-concept verder te integreren binnen P&V waardoor het mogelijk wordt gasten, diensten, concepten, etc. uit te wisselen tussen Center Parcs en de andere P&V-vakantieparken.
In het kader van de genoemde integratie van Center Parcs binnen P&V, heeft Center Parcs Europe in 2006 wederom een rebranding ondergaan waarbij de categorieën SeaSpirit en FreeLife zijn verdwenen (waardoor afscheid wordt genomen van het onderscheiden van het oorspronkelijke Center Parcs-concept). Alle parken voeren voortaan de merknaam Center Parcs en de onderlinge verschillen worden vanaf nu alleen nog met vogels (uit het logo) aangeduid. Hoe meer vogels een park heeft, hoe meer faciliteiten er op het park aanwezig zijn. Daarnaast zijn de parken onderverdeeld in de categorieën Premium, EasyGo, Active & Family. Deze sub-sub-branding speelt een rol op de achtergrond en dan vooral om de verschillen tussen de diverse parken uit de 4 en 5 "vogel"-categorieën onderling aan te duiden.

#### Tweemerkenstrategie
In april 2007 kocht de eigenaar van Center Parcs Europe, Pierre & Vacances, het Belgische Sunparks en voegde de vier parken van deze keten toe aan de Center Parcs Groep. Na de overname berichtten verschillende media, persberichten en personeelsadvertenties over een mogelijke integratie van Sunparks in Center Parcs. In september 2007 vermeldde de topman van Pierre & Vacances dat de merknaam Sunparks behouden blijft en deze driesterrenformule mogelijk zelfs in andere Europese landen wordt uitgebreid.
Op 5 juli 2007 maakte Center Parcs Europe bekend een nauwe samenwerking aan te gaan met het Belgische recreatiebedrijf Plopsa. Center Parcs en Plopsa maakten plannen om naast het park De Huttenheugte het eerste Nederlandse Plopsa-park te realiseren. In 2010 opende Plopsa Indoor Coevorden. In september 2007 is aan de oevers van het meer van Ailette, ten noordwesten van Reims in Hauts-de-France, het derde Franse park Le Lac d'Ailette geopend. Dit park was oorspronkelijk bedoeld als park voor Pierre & Vacances.
De Center Parcs Groep kondigde op 13 november 2008 aan verder te gaan met een "tweemerkenstrategie": Center Parcs en Sunparks. Vier parken die deel uitmaakten van het merk Center Parcs, te weten Park Loohorst, Park Zandvoort, Park Heilbachsee en Butjadinger Küste, zijn vanaf 23 januari 2009 verdergegaan onder het merk Sunparks. Deze parken kregen ook een andere naam. Park Heilbachsee ging door het leven als 'Sunparks Eifel', Park Loohorst als 'Sunparks Limburgse Peel', Park Zandvoort als 'Sunparks Zandvoort aan Zee' en Butjadinger Küste kreeg de naam 'Sunparks Nordseeküste'.
Twee jaar na de overgang van enkele parken naar Sunparks, keerden in januari 2011 de parken Limburgse Peel, Park Zandvoort, Park Eifel en Park Nordseeküste weer terug bij Center Parcs. De overname door Sunparks had niet het verwachte resultaat, waarna Center Parcs deze beslissing heeft genomen. Naast de vier genoemde parken is ook het voormalige Landalpark Sandur toegevoegd aan het portfolio van Center Parcs. Dit park werd oorspronkelijk aangekocht om onder het merk Sunparks verder te gaan. Toen dit merk weer van de Nederlandse markt verdween, is besloten het park als Center Parcs verder te laten gaan. Op papier is het geruime tijd tot Sunparks gerekend. Sunparks de Haan aan zee werd in 2011 ook naar Center Parcs overgebracht, maar dit werd twee jaar later alweer ongedaan gemaakt.

#### Verdere groei

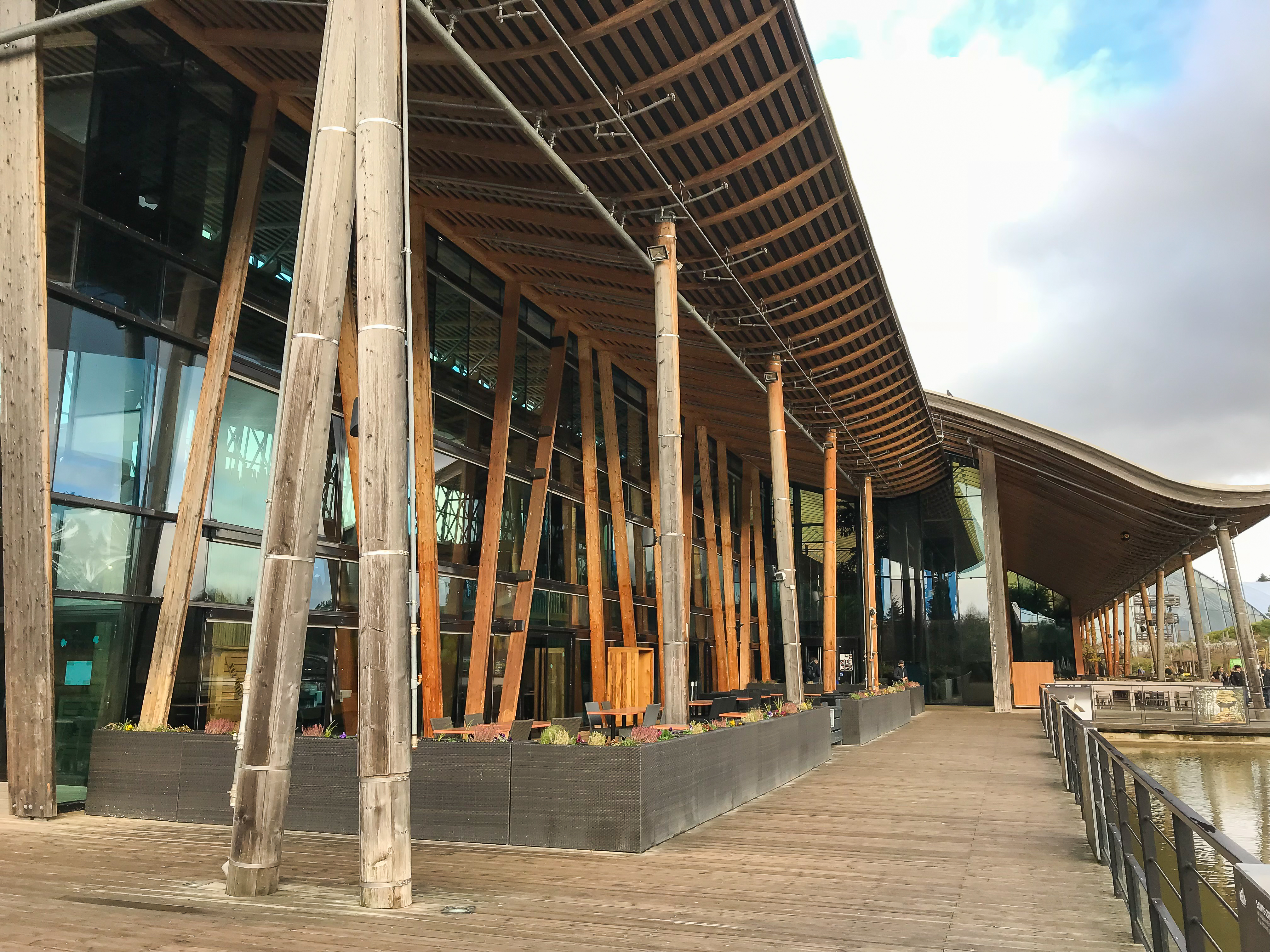
Market Dome van Les Trois Forêts

In 2010 opende een nieuw Frans park, Les Trois Forêts in de regio Lotharingen. Een jaar daarna in januari werd bekendgemaakt dat Center Parcs een nieuw Nederlands park wilde bouwen, namelijk op de Gulperberg in Gulpen, Limburg. Center Parcs had bij de gemeente een principe-aanvraag ingediend, maar trok zich later weer terug uit het project. De officiële reden is onbekend.
Medio 2010 werd een pachtovereenkomst voor tien jaar aangegaan met Albron Nederland bv, die onder de naam Albron CP alle horeca, de Daily Foodstores en Business Centers zal gaan exploiteren. Het eerste jaar (2011) verliep voor Albron niet voorspoedig, maar de transformatie ging onverminderd door. De onder Albron ingezette formule bevat onder meer "eilanden", waar vers bereide producten worden aangeboden en waar men tafelreservering kan maken. Langzaamaan zullen alle andere Nederlandse en Belgische parken vernieuwen en de restaurants een nieuwe opzet krijgen en een nieuwe naam. Anno 2019 zijn op sommige parken nog niet alle restaurants veranderd maar staat dit wel op de planning.
Vanaf begin augustus 2011 worden alle cottages van De Eemhof gerenoveerd en voorzien van een compleet nieuwe uitstraling en interieur. Daarnaast heeft het park er een nieuwe waterglijbaan, De Turbo Twister, bij en is de Foodstore net zoals op Het Heijderbos en Het Meerdal getransformeerd in de Daily Foodstore. Ook de Belgische en Franse parken worden langzamerhand voorzien van renovaties in de cottages en vernieuwingen in de Aqua Mundo. Zo is in september 2012 een nieuwe glijbaan in De Vossemeren officieel geopend als Monkey Splash en heeft in september 2012 ook het park Les Trois Forêts een nieuwe glijbaan, geopend als Master Blaster, gekregen. De Monkey Splash is gemaakt met een trechter, de Master Blaster is een glijbaan, waar je tijdens het parcours 3 maal omhoog wordt "gespoten" door stevige stralen water.
Op 1 juli 2013 opende in de Duitse deelstaat Saarland het nieuwe Park Bostalsee. Bij de aanleg was de bedoeling dat dit park onder de vlag van Sunparks zou komen, met als gevolg dat het qua uitstraling en voorzieningen minder luxe is dan de traditionele Center Parcs-parken. In 2015 werd het vijfde Franse park geopend, Le Bois aux Daims in het departement Vienne. De voorbereidingen voor de aanleg van het zesde Franse park in het Forêt de Chambaran bij Roybon (departement Isère) moesten in 2015 na protest van milieuactivisten op last van de rechter opgeschort worden omdat het project te weinig natuurcompensatie bevat. In 2020 werd de aanleg definitief gestaakt. Center Parcs UK had in 2006 vergevorderde plannen voor een nieuw park "Woburn Forest" bij Woburn, maar kreeg hiervoor in eerste instantie geen vergunning. Het park is alsnog gebouwd en in 2014 geopend. De ontwikkeling van een nieuw beachresort in Saint Helier op het Kanaaleiland Jersey werd door het management afgeblazen.

#### Recent verleden
In 2017 werd Les Ardennes geopend in de Belgische Ardennen. Dit park behoorde voorheen tot het merk Sunparks. Een jaar later werd in Leutkirch im Allgäu, op de grens van de Duitse deelstaten Baden-Württemberg en Beieren, Park Allgäu geopend op de plek van een voormalig munitiedepot. In juli 2019 ontving Longford Forest, het eerste park in Ierland, zijn eerste gasten. Sunparks De Haan aan zee werd na een renovatie op 1 mei 2020 opnieuw een Center Parcs-park onder de naam Park De Haan.
Alle parken werden vanaf midden maart 2020 gesloten vanwege de coronapandemie die kort daarvoor was uitgebroken. Deze gingen vanaf eind mei geleidelijk terug open. Op 2 november 2020 werden de Belgische, Duitse en Franse parken opnieuw gesloten. De Franse parken gingen op 15 december 2020 weer open.
In mei 2021 is het Terhills Resort geopend, aan de rand van het Nationaal Park Hoge Kempen bij Lanklaar in de Belgische provincie Limburg. Het onderscheidt zich van de traditionele parken door de geringe grootte, met slechts 250 luxe vakantiehuizen, een kleine subtropische zwemtuin ('Aqua Garden') en bescheiden centrumvoorzieningen. Het park is onderdeel van het Terhills-project op het terrein van de voormalige steenkoolmijn van Eisden. In de directe omgeving bevinden zich een groot wellnesscentrum, het outletwinkelcentrum Maasmechelen Village en een groot recreatiegebied rond een aantal mijnsteenbergen ('terrils') en meren.

## Overzicht van alle parken
Center Parcs Europe en Center Parcs Limited omvatten samen 34 vakantieparken: 32 parken onder de eigen vlag van Center Parcs en twee parken onder de vlag van Sunparks. Daarnaast zijn er een aantal parken in ontwikkeling en in ontwerp. Drie parken die door Center Parcs (Sporthuis Centrum) zijn gebouwd, zijn later verkocht.
| Overzicht van alle parken binnen Center Parcs Europe en Center Parcs UK | Overzicht van alle parken binnen Center Parcs Europe en Center Parcs UK | Overzicht van alle parken binnen Center Parcs Europe en Center Parcs UK | Overzicht van alle parken binnen Center Parcs Europe en Center Parcs UK | Overzicht van alle parken binnen Center Parcs Europe en Center Parcs UK | Overzicht van alle parken binnen Center Parcs Europe en Center Parcs UK | Overzicht van alle parken binnen Center Parcs Europe en Center Parcs UK |
| Center Parcs Europe                                                     | Center Parcs Europe                                                     | Center Parcs Europe                                                     | Center Parcs Europe                                                     | Center Parcs Europe                                                     | Center Parcs Europe                                                     | Center Parcs Europe                                                     |
| Land:                                                                   | Park:                                                                   | Plaats:                                                                 | Regio:                                                                  | Geopend in:                                                             | Toegevoegd in:                                                          |                                                                         |
| ----------------------------------------------------------------------- | ----------------------------------------------------------------------- | ----------------------------------------------------------------------- | ----------------------------------------------------------------------- | ----------------------------------------------------------------------- | ----------------------------------------------------------------------- | ----------------------------------------------------------------------- |
| Nederland                                                               | Het Meerdal                                                             | America                                                                 | Limburg                                                                 | 1971                                                                    | Eigen bouw                                                              |                                                                         |
| Nederland                                                               | De Huttenheugte                                                         | Dalen                                                                   | Drenthe                                                                 | 1972                                                                    | Eigen bouw                                                              |                                                                         |
| Nederland                                                               | De Eemhof                                                               | Zeewolde                                                                | Flevoland                                                               | 1980                                                                    | Eigen bouw                                                              |                                                                         |
| Nederland                                                               | De Kempervennen                                                         | Westerhoven                                                             | Noord-Brabant                                                           | 1983                                                                    | Eigen bouw                                                              |                                                                         |
| Nederland                                                               | Het Heijderbos                                                          | Heijen                                                                  | Limburg                                                                 | 1986                                                                    | Eigen bouw                                                              |                                                                         |
| Nederland                                                               | Port Zélande                                                            | Ouddorp                                                                 | Zuid-Holland                                                            | 1990                                                                    | 2002                                                                    |                                                                         |
| Nederland                                                               | Limburgse Peel                                                          | America                                                                 | Limburg                                                                 | 1980                                                                    | 2002                                                                    |                                                                         |
| Nederland                                                               | Park Zandvoort                                                          | Zandvoort                                                               | Noord-Holland                                                           | 1989                                                                    | 2002                                                                    |                                                                         |
| Nederland                                                               | Parc Sandur                                                             | Emmen                                                                   | Drenthe                                                                 | 1999                                                                    | 2011                                                                    |                                                                         |
| België                                                                  | Erperheide                                                              | Peer                                                                    | Limburg                                                                 | 1981                                                                    | Eigen bouw                                                              |                                                                         |
| België                                                                  | De Vossemeren                                                           | Lommel                                                                  | Limburg                                                                 | 1987                                                                    | Eigen bouw                                                              |                                                                         |
| België                                                                  | Les Ardennes                                                            | Vielsalm                                                                | Luxemburg                                                               | 1992                                                                    | 2017                                                                    |                                                                         |
| België                                                                  | Park De Haan                                                            | De Haan                                                                 | West-Vlaanderen                                                         | 1989                                                                    | 2020                                                                    |                                                                         |
| België                                                                  | Terhills Resort                                                         | Lanklaar                                                                | Limburg                                                                 | 2021                                                                    | Eigen bouw                                                              |                                                                         |
| Duitsland                                                               | Bispinger Heide                                                         | Bispingen                                                               | Nedersaksen                                                             | 1995                                                                    | Eigen bouw                                                              |                                                                         |
| Duitsland                                                               | Park Eifel                                                              | Gunderath                                                               | Rijnland-Palts                                                          | 1979                                                                    | 2002                                                                    |                                                                         |
| Duitsland                                                               | Park Hochsauerland                                                      | Medebach                                                                | Noordrijn-Westfalen                                                     | 1994                                                                    | 2002                                                                    |                                                                         |
| Duitsland                                                               | Park Nordseeküste                                                       | Tossens                                                                 | Nedersaksen                                                             | 1992                                                                    | 2004                                                                    |                                                                         |
| Duitsland                                                               | Park Bostalsee                                                          | Nohfelden                                                               | Saarland                                                                | 2013                                                                    | Eigen bouw                                                              |                                                                         |
| Duitsland                                                               | Park Allgäu                                                             | Leutkirch im Allgäu                                                     | Baden-Württemberg                                                       | 2018                                                                    | Eigen bouw                                                              |                                                                         |
| Frankrijk                                                               | Les Bois-Francs                                                         | Verneuil-sur-Avre                                                       | Normandië                                                               | 1988                                                                    | Eigen bouw                                                              |                                                                         |
| Frankrijk                                                               | Les Hauts de Bruyères                                                   | Chaumont-sur-Tharonne                                                   | Centre-Val de Loire                                                     | 1993                                                                    | Eigen bouw                                                              |                                                                         |
| Frankrijk                                                               | Le Lac d'Ailette                                                        | Chamouille                                                              | Hauts-de-France                                                         | 2007                                                                    | Eigen bouw                                                              |                                                                         |
| Frankrijk                                                               | Les Trois Forêts                                                        | Hattigny                                                                | Grand Est                                                               | 2010                                                                    | Eigen bouw                                                              |                                                                         |
| Frankrijk                                                               | Le Bois aux Daims                                                       | Les Trois-Moutiers                                                      | Nouvelle-Aquitaine                                                      | 2015                                                                    | Eigen bouw                                                              |                                                                         |
| Frankrijk                                                               | Villages Nature Paris                                                   | Bailly-Romainvilliers                                                   | Île-de-France                                                           | 2017                                                                    | Eigen bouw                                                              |                                                                         |
| Frankrijk                                                               | Les Landes de Gascogne                                                  | Pindères                                                                | Nouvelle-Aquitaine                                                      | 2022                                                                    | Eigen bouw                                                              |                                                                         |
| Parken onder de vlag van Sunparks                                       |                                                                         |                                                                         |                                                                         |                                                                         |                                                                         |                                                                         |
| België                                                                  | Sunparks Oostduinkerke aan Zee                                          | Oostduinkerke                                                           | West-Vlaanderen                                                         | 1981                                                                    | 2007                                                                    |                                                                         |
| België                                                                  | Sunparks Kempense Meren                                                 | Mol                                                                     | Antwerpen                                                               | 1994                                                                    | 2007                                                                    |                                                                         |
| Parken in ontwikkeling                                                  |                                                                         |                                                                         |                                                                         |                                                                         |                                                                         |                                                                         |
| Denemarken                                                              | Nordborg Resort                                                         | Nordborg                                                                | Zuid-Denemarken                                                         | 2025                                                                    | Eigen bouw                                                              |                                                                         |
| Duitsland                                                               | Park Pütnitz                                                            | Pütnitz                                                                 | Mecklenburg-Voor-Pommeren                                               | 2028                                                                    | Eigen bouw                                                              |                                                                         |
| Center Parcs UK                                                         |                                                                         |                                                                         |                                                                         |                                                                         |                                                                         |                                                                         |
| Ierland                                                                 | Longford Forest                                                         | Ballymahon                                                              | Longford                                                                | 2019                                                                    | Eigen bouw                                                              |                                                                         |
| Verenigd Koninkrijk                                                     | Sherwood Forest                                                         | Rufford                                                                 | Nottinghamshire                                                         | 1987                                                                    | Eigen bouw                                                              |                                                                         |
| Verenigd Koninkrijk                                                     | Elveden Forest                                                          | Brandon                                                                 | Suffolk                                                                 | 1989                                                                    | Eigen bouw                                                              |                                                                         |
| Verenigd Koninkrijk                                                     | Longleat Forest                                                         | Warminster                                                              | Wiltshire                                                               | 1994                                                                    | Eigen bouw                                                              |                                                                         |
| Verenigd Koninkrijk                                                     | Whinfell Forest                                                         | Penrith                                                                 | Cumbria                                                                 | 1996                                                                    | 2002                                                                    |                                                                         |
| Verenigd Koninkrijk                                                     | Woburn Forest                                                           | Woburn                                                                  | Bedfordshire                                                            | 2014                                                                    | Eigen bouw                                                              |                                                                         |
| Voormalige parken van Center Parcs                                      |                                                                         |                                                                         |                                                                         |                                                                         |                                                                         |                                                                         |
| Land:                                                                   | Park:                                                                   | Plaats:                                                                 | Regio:                                                                  | Geopend in:                                                             | Verkocht in:                                                            | Huidige eigenaar:                                                       |
| Nederland                                                               | De Lommerbergen                                                         | Reuver                                                                  | Limburg                                                                 | 1968                                                                    | 1996                                                                    | Landal Greenparks                                                       |
| Nederland                                                               | Het Vennenbos                                                           | Hapert                                                                  | Noord-Brabant                                                           | 1970                                                                    | 1994                                                                    | Landal Greenparks                                                       |
| Nederland                                                               | De Berkenhorst                                                          | Kootwijk                                                                | Gelderland                                                              | 1975                                                                    | 1990                                                                    | Hogenboom Vakantieparken                                                |

- Het subtropische zwemparadijs Tropicana in Rotterdam behoorde vanaf de opening in 1988 tot de verkoop in 1993 tot Center Parcs.
- Het kuuroord Chapel Spa in het Engelse Cheltenham, Gloucestershire was tot de verkoop in 2007 ook in beheer bij Center Parcs UK.

## Toekomstplannen
Center Parcs heeft in 2011 aangegeven in Nederland niet verder met nieuwe parken te willen uitbreiden. Wel worden bestaande parken gemoderniseerd of uitgebreid, zoals De Eemhof en Parc Sandur. Uitgangspunt is dat de verschillende parken een eigen en moderner gezicht moeten krijgen in plaats van het oorspronkelijk bedoelde gemeenschappelijke en tevens beeldbepalende gezicht waar Center Parcs zich tot de jaren negentig mee profileerde. Typische Center Parcs-kenmerken, zoals de zwartkleurige houten lantaarnpalen met bollen en de tropische plaza, worden omgevormd in nieuwe concepten. In 2007 kreeg De Kempervennen de primeur met de bouw van een tweetal testcottages nieuwe stijl, met een vervolg van enkele tientallen meer. Ook zijn in De Kempervennen een aantal woonboten op het meer toegevoegd en zijn er plannen voor boomhuizen. In Frankrijk worden op Les Bois Francs nieuwe vrijstaande cottages bijgebouwd volgens een ander ontwerp. Op Het Heijderbos zijn in de Jungle Dome woningen gecreëerd, de jungle cabana's.
Center Parcs ontwikkelt op een aantal locaties nieuwe parken. In het zuiden van Frankrijk wordt er gewerkt aan het park Les Landes de Gascogne, dat in 2022 de deuren heeft geopend. Aan de Oostzeekust worden twee nieuwe parken ontwikkeld: Nordborg Resort op het Deense eiland Als en Park Pütnitz op een voormalige vliegbasis bij het stadje Ribnitz-Damgarten in de Duitse deelstaat Mecklenburg-Voor-Pommeren. De parken openen volgens planning in 2024 en 2025. Nordborg Resort is het eerste park in Denemarken. Er zijn plannen voor verdere uitbreiding met nieuwe parken in Scandinavië, Duitsland en Frankrijk.
Begin 2019 heeft Center Parcs bekend gemaakt dat het vanaf 2020 de grootste parken in Nederland, België en Duitsland gaat vernieuwen: alle cottages en Aqua Mundo's krijgen een upgrade. Zo worden de vakantiehuizen opnieuw ingericht en worden nieuwe attracties gebouwd. Medio 2023 wil Center Parcs de verbouwing afgerond hebben.

## Incidenten
- Sinds 1989 zijn er op vijf parken grote branden in de overdekte parkcentra en zwembaden: Het Vennenbos (1989), Erperheide (1990), De Eemhof (2000), Elveden Forest (2002), Het Meerdal (2005). De parken moesten daardoor lange tijd gesloten blijven. Op Elveden Forest en op De Eemhof werden ter vervanging nieuwe openluchtpleinen aangelegd.
  - Op 23 mei 2000 vindt een voor Nederlandse begrippen grote brand plaats. Op De Eemhof branden de Market Dome en de Aqua Mundo volledig uit. Op 29 maart 2002 wordt het park heropend met twee nieuwe concepten: in de plaats van de Market Dome komt er een niet overdekte Market Square in mediterrane sfeer en in de Aqua Mundo wordt een 'Flow rider' geplaatst.
  - In december 2005 wordt Het Meerdal opgeschrikt door een brand in de Aqua Mundo. De schade blijft beperkt. Van de drie hallen in het zwembad is er maar één getroffen: de hal met wildwaterbaan, waterpiste en kruidenbad. Het park is op dat moment (een week voor kerst) al gesloten wegens onderhoudswerkzaamheden en kan kort voor kerst weer open, echter zonder gebruik van de drie genoemde activiteiten. De opening van de vernieuwde Aqua Mundo op Het Meerdal vindt plaats op 14 april 2006.
- Op 27 november 2007 omstreeks 23.00 brandde een cottage op bungalowpark De Eemhof af. Een Brit raakte gewond bij de brand. De brand legde de cottage volledig in de as en ook een naburige cottage vatte vlam. De oorzaak van de brand is onbekend.

## Varia

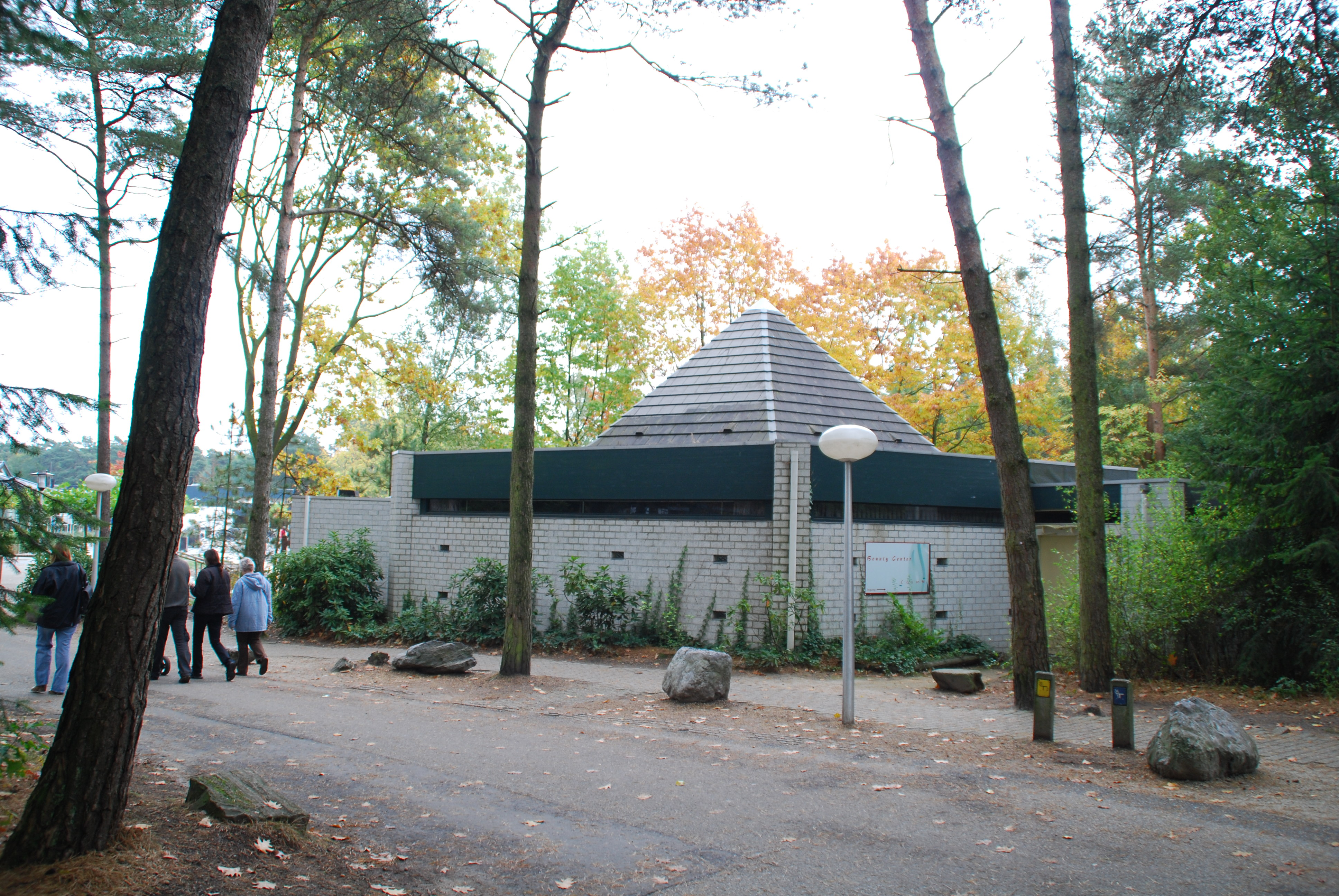
De voormalige kerk op Het Vennenbos

- Kenmerkend voor Center Parcs was lange tijd de dominante aanwezigheid van kruizen, kerken en kapelletjes op de parken. Derksen was een vroom katholiek man en droeg dat ook uit in zijn parken. Nadat de keten in commerciële handen overging, verdwenen de kerken en kapellen geleidelijk, mede omdat er amper gebruik van werd gemaakt. Nog steeds is er in veel parken in de bungalows een bijbel te vinden.
- Er hing vroeger in elk door Piet Derksen geopend park een portret van hem met op de achtergrond het logo van Sporthuis Centrum (de eerste naam van Center Parcs).
- Piet Derksen heeft met zijn winkels en parken een flink vermogen vergaard. Sinds zijn dood in 1996 behoren de erven-Derksen tot de rijkste burgers van Nederland.
- Het in de jaren zeventig overdekte en verbouwde zwembad op Het Meerdal is bewaard gebleven: De houten bogen van de overkapping én het golfslagbad vormen anno 2007 het hart van de Aqua Mundo. Ironisch gezien werd van deze Aqua Mundo juist het nieuwste deel getroffen door een brand in 2005 waardoor het deel met de wildwaterbaan enige tijd gesloten moest blijven.
- De Berkenhorst werd in 1990 afgestoten vanwege het ontbreken van uitbreidingsmogelijkheden. In 2005 kreeg de vorige eigenaar Landal GreenParks wél een vergunning voor uitbreiding, mits binnen de grenzen van het park. Tussen de bestaande bebouwing verrezen nieuwe huisjes waardoor de vrije ruimte (en het groen) tussen de bungalows voor een groot deel verdween.